# Bisbat de Senigallia
El bisbat de Senigallia  —diocesi di Senigallia (italià); Dioecesis Senogalliensis (llatí)— és un bisbat de l'Església catòlica, sufragani de l'arquebisbat d'Ancona-Osimo, que pertany a la regió eclesiàstica Marques. El 2010 tenia 122.151 batejats d'un total de 128.580 habitants. Està regida pel bisbe Giuseppe Orlandoni.
Els patrons de la diòcesi són la Mare de Déu de l'Esperança (commemorada el 2 de febrer i sant Paulí de Nola (4 de maig).

## Territori

Mapa de la diòcesi

La diòcesi s'estén sobre el territori de 18 municipis de les Marques, 16 a la província d'Ancona (Arcevia, Barbara, Belvedere Ostrense, Castel Colonna, Castelleone di Suasa, Chiaravalle, Corinaldo, Montemarciano, Monterado, Monte San Vito, Morro d'Alba, Ostra, Ostra Vetere, Ripe, Senigallia i Serra de' Conti) i 2 a la província de Pesaro e Urbino (Mondolfo i Monte Porzio).
La seu episcopal és a la ciutat de Senigallia, on hi ha la basílica catedral de San Pietro Apostolo.
El territori està dividit en 57 parròquies, agrupades en 6 vicariats: 
- zona est (Senigallia)
- zona sud (Chiaravalle)
- zona oest (Arcevia),
- zona nord-est (Mondolfo)
- zona nord-oest (Corinaldo)
- zona centre (Ostra)

## Història
La diòcesi de Senigallia es remunta al segle vi i en un principi incloïa el territori de la ciutat romana de Sena Gallica i l'ager circumdant. El primer bisbe històricament documentat és Venanzio, qui va participar en el sínode de Roma del 502 convocat pel Papa Símmac. Al mateix sínode també hi va assistir Martiniano, bisbe de la diòcesi veïna d'Ostra, que s'estenia fins a mitjà vall del riu Misa. Aquesta diòcesi es va incorporar més tard a la Senigallia, probablement en l'abandonament de la ciutat romana de Ostra, cap a mitjans del segle vi.
Segons la tradició, en època del presumpte bisbe Sigismondo (finals del segle VI) miraculosament arribaren a Senigallia per mar les relíquies de Gaudenci, màrtir i bisbe de Rimini, per a això la reina Teodolinda va fer construir una basílica dedicada a ell.
El 1057 el Papa Víctor II per subsidiar la pobresa del bisbe de Fossombrone, separà de la diòcesi de Senigallia la Massa de Sorbetolo i la donà al bisbe de Fossombrone amb tots els drets: així Loretello, Nidastore Montesecco, Sant Pere i el Palau es va convertir en part integrant de la diòcesi de Fossombrone.
Al bisbe Benno i als seus successors, el Papa Honori III, mitjançant la butlla In eminenti del 29 de maig de 1223, concedí i confirmà tots els privilegis i possessions dels ingressos episcopals de Senigallia. A més d'indicar els límits de les parròquies i diòcesis, la butlla indica que en aquell moment la catedral estava dedicada a Sant Joan Baptista. Més tard, després de la destrucció de la ciutat pel sarraïns en 1264, la catedral va ser erigida en honor de Sant Paulí, consagrada pel bisbe Filippo el 4 de maig de 1271.
Al segle xiv, el bisbe Giovanni d'Ancona, a causa de la decadència de Senigallia, va demanar i va obtenir permís per traslladar la seu episcopal a Corinaldo.
El 1563 la diòcesi, fins llavors immediatament subjecta a la Santa Seu, es va convertir en part de la província eclesiàstica de l'arxidiòcesi d'Urbino.
La catedral actual, la cinquena de la diòcesi, va ser encarregada pel cardenal Bernardino Honorati; els treballs van començar en 1762, i es va acabar el 1790; l'església va ser consagrada amb el títol de Sant Pere Apòstol el 4 de juliol de 1790. La façana lloc va ser reconstruïda el 1877 i finançada pel Papa Pius IX, natural de Senigallia.
L'11 de març de 2000 la diòcesi va ser separada de la província eclesiàstica de l'arxidiòcesi d'Urbino-Urbania-Sant'Angelo in Vado i va passar a ser sufragània de la seu metropolitana d'Ancona-Osimo.

## Episcopologi
- Venanzio † (citat el 502)
- Bonifacio ? † (citat el 567)
- Sigismondo ? † (citat el 590)
- Mauro † (citat el 649)
- Anastasio † (citat el 765)
- Giorgio † (citat el 769)
- And. (Andreano o Andrea) † (?)
- Paolino † (citat el 826)
- Samuele † (citat el 853)
- Articario † (citat el 861)
- Pietro † (inicis de 868 - finals de 877)
- Severo † (citat el 882 aproximadament)
- Oirano † (citat el 885)
- Benvenuto † (citat el 887)
- Giacomo I † (citat el 897 aproximadament)
- Baldovino † (citat el 950 aproximadament)
- Attone I † (inicis de 968 - finals de 996)
- Adalberto † (citat el 1028)
- Roberto † (citat el 1053)
- Teodosio † (citat el 1057 aproximadament)
- Visodono † (citat el 1059)
- Guglielmo † (citat el 1062)
- Unichildo † (citat el 1069)[2]
- Attone II † (citat el 1115)
- Trasmondo I † (1145 - ?)
- Giacomo II † (citat el 1179)
- Anònim † (citat el 1184)[3]
- Alemanno (Alimanno) † (inicis de 1188 - finals de 1193)
- Enrico † (inicis de 1197 - finals de 1203)
- Trasmondo II † (citat el 1218)[4]
- Benno † (citat el 1223)
- Giacomo III † (inicis de 1232 - finals de 1270)
- Filippo, O.E.S.A. † (citat el 1271)
- J. † (? - circa 1279 mort)
- Federico † (20 de juny de 1284 - 1288 mort)
- Sigismondo o Trasmondo † (21 d'abril de 1288 - 1291 mort)
- Teodino † (29 de setembre de 1291 - 1294 mort)
- Francesco, O.F.M. † (1294 - 28 de març de 1295 nomenat bisbe de Spoleto)
- Francesco † (12 de desembre de 1295 - 1297 ? mort)
- Uguccione, O.P. † (18 de març de 1297 - finals de 1305)
- Giovanni † (12 de març de 1307 - 1308 mort)
- Grazia † (30 de juny de 1308 - 1318 mort)
- Francesco Silvestri † (30 d'abril de 1318 - 25 de maig de 1321 nomenat bisbe de Rimini)
- Ugolino, O.P. † (25 de maig de 1321 - 6 de juny de 1323 nomenat bisbe de Forlimpopoli)
- Federico † (6 de juny de 1323 - 21 d'octubre de 1328 nomenat bisbe de Rimini)
- Giovanni d'Ancona, O.F.M. † (7 de novembre de 1328 - 1349 mort)
- Ugolino Federicucci † (17 de desembre de 1349 - 1 de desembre de 1357 mort)
- Giovanni Pananeo o di Sabaudia, O.F.M. † (1 de desembre de 1357 - 1368 mort)
- Cristoforo, O.E.S.A. † (31 d'agost de 1368 - 1369 mort)
- Ridolfo da Castello, O.E.S.A. † (19 d'agost de 1370 - 1375 mort)
- Pietro Amely, O.E.S.A. † (5 de juliol de 1375 - vers 1386 nomenat arquebisbe de Tàrent)
- Giovanni Firmoni † (16 de gener de 1388 - 29 d'octubre de 1394 nomenat bisbe de Savona)
- Giovanni Faitani † (1394 - 1411 o 1412 mort)
  - Lorenzo de' Ricci † (19 de desembre de 1412 - 10 de gener de 1419 nomenat bisbe d'Ischia) (antibisbe)
- Giovanni † (1411 o 1412 - ?)
- Angelo † (? mort)
- Simone de' Vigilanti, O.E.S.A. † (6 de març de 1419 - 1428 mort)[5]
- Francesco Mellini, O.E.S.A. † (26 de maig de 1428 - 1431 mort)
- Bartolomeo Vignati † (4 de maig de 1431 - 1438 o 1446 ? mort)
- Antonio Colombella, O.E.S.A. † (15 de desembre de 1447 - 1466 mort)
- Cristoforo di Bianprate, O.S.M. † (16 de març de 1466 - 1474 mort)
- Marco Vigerio della Rovere, O.F.M.Conv. † (6 d'octubre de 1476 - 1513 renuncià)
- Marco Quinto Vigerio della Rovere † (9 de maig de 1513 - 1560 mort)
- Urbano Vigerio della Rovere † (1560 - 1570 mort)
- Girolamo Rusticucci † (16 de juny de 1570 - 29 de novembre de 1577 renuncià)
- Francesco Maria Enrici † (29 de novembre de 1577 - 1590 mort)
- Pietro Ridolfi, O.F.M.Conv. † (18 de febrer de 1591 - 18 de maig de 1601 mort)
- Antaldo degli Antaldi † (26 de novembre de 1601 - 9 de gener de 1625 mort)
- Antonio Barberini, O.F.M.Cap. † (27 de gener de 1625 - 1628 renuncià)
- Lorenzo Campeggi † (11 de desembre de 1628 - 1639 mort)
- Cesare Facchinetti † (18 de maig de 1643 - 2 d'agost de 1655 nomenat arquebisbe, a títol personal, de Spoleto)
- Francesco Cherubini † (2 d'agost de 1655 - 24 d'abril de 1656 mort)
- Nicola Guidi di Bagno † (28 de maig de 1658 - 1 de setembre de 1659 renuncià)
- Claudio Marazzani † (1 de setembre de 1659 - 25 de febrer de 1682 mort)
- Ranuccio Baschi † (8 de juny de 1682 - 25 de setembre de 1684 mort)
- Muzio Dandini † (1 d'abril de 1686 - 7 d'agost de 1712 mort)
- Giandomenico Paracciani † (9 de juliol de 1714 - 18 de novembre de 1717 renuncià)
- Lodovico Pico della Mirandola † (22 de novembre de 1717 - 10 de setembre de 1724 renuncià)
- Bartolomeo Castelli † (11 de setembre de 1724 - 31 de desembre de 1733 mort)
- Rizzardo Isolani † (5 de maig de 1734 - 2 de gener de 1742 mort)
- Niccolò Mancinforte † (28 de febrer de 1742 - 17 de gener de 1746 nomenat bisbe d'Ancona e Umana)
- Ippolito Rossi di San Segons † (17 de gener de 1746 - 21 d'agost de 1775 o 31 d'agost de 1776 mort)
- Bernardino Honorati † (28 de juliol de 1777 - 12 d'agost de 1807 mort)
- Giulio Gabrielli † (11 de gener de 1808 - 5 de febrer de 1816 renuncià)
- Annibale Francesco Clemente Melchiore Girolamo Nicola della Genga † (8 de març de 1816 - 10 de setembre de 1816 renuncià, després elegit papa amb el nom de Lleó XII)
- Fabrizio Sceberras Testaferrata † (6 d'abril de 1818 - 3 d'agost de 1843 mort)
- Antonio Maria Cagiano de Azevedo † (22 de gener de 1844 - 18 de juliol de 1848 renuncià)
  - Sede vacante (1848-1851)[6]
- Domenico Lucciardi † (5 de setembre de 1851 - 13 de març de 1864 mort)
- Giuseppe Aggarbati, O.S.A. † (22 de febrer de 1867 - 29 d'abril de 1879 renuncià)
- Francesco Latoni † (12 de maig de 1879 - 7 de juliol de 1880 mort)
- Ignazio Bartoli † (20 d'agost de 1880 - 17 d'octubre de 1895 mort)
- Giulio Boschi † (29 de novembre de 1895 - 19 d'abril de 1900 nomenat arquebisbe de Ferrara)
- Tito Maria Cucchi † (19 d'abril de 1900 - 8 de setembre de 1938 mort)
- Umberto Ravetta † (14 de novembre de 1938 - 20 de gener de 1965 mort)
  - Sede vacante (1965-1971)[7]
- Odo Fusi Pecci (15 de juliol de 1971 - 21 de gener de 1997 jubilat)
- Giuseppe Orlandoni, des del 21 de gener de 1997

## Demografia
A finals del 2010, la diòcesi tenia 122.151 batejats sobre una població de 128.580 persones, equivalent al 95,0% del total.
| any  | població | població | població | sacerdots | sacerdots       | sacerdots       | sacerdots             | diaques | religiosos | religiosos | parroquies |
| ---- | -------- | -------- | -------- | --------- | --------------- | --------------- | --------------------- | ------- | ---------- | ---------- | ---------- |
| any  | batejats | total    | %        | total     | clergat secular | clergat regular | batejats por sacerdot | diaques | homes      | dones      |            |
| 1950 | 109.919  | 110.000  | 99,9     | 162       | 111             | 51              | 678                   |         | 63         | 283        | 49         |
| 1970 | 109.960  | 110.000  | 100,0    | 151       | 111             | 40              | 728                   |         | 42         | 281        | 57         |
| 1978 | 117.000  | 117.600  | 99,5     | 134       | 99              | 35              | 873                   |         | 47         | 265        | 60         |
| 1990 | 117.450  | 118.250  | 99,3     | 130       | 89              | 41              | 903                   |         | 44         | 213        | 56         |
| 1999 | 117.100  | 118.200  | 99,1     | 116       | 86              | 30              | 1.009                 | 1       | 31         | 143        | 57         |
| 2000 | 117.100  | 118.200  | 99,1     | 112       | 86              | 26              | 1.045                 | 1       | 27         | 141        | 57         |
| 2001 | 119.550  | 120.788  | 99,0     | 106       | 83              | 23              | 1.127                 | 1       | 23         | 137        | 57         |
| 2002 | 117.145  | 120.148  | 97,5     | 104       | 83              | 21              | 1.126                 | 1       | 21         | 130        | 57         |
| 2003 | 117.145  | 120.148  | 97,5     | 100       | 81              | 19              | 1.171                 | 1       | 19         | 128        | 57         |
| 2004 | 118.200  | 122.829  | 96,2     | 98        | 79              | 19              | 1.206                 | 1       | 19         | 138        | 57         |
| 2010 | 122.151  | 128.580  | 95,0     | 94        | 77              | 17              | 1.299                 | 5       | 17         | 105        | 57         |